# Robert IV. (Dreux)

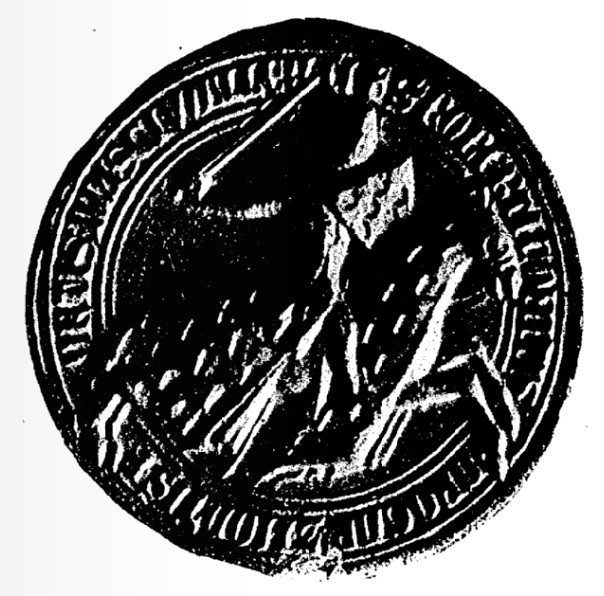
Siegel Roberts IV. von Dreux

Robert IV. (* 1241; † 12. November 1282) war ein Graf von Dreux und Braine. Er war ein Sohn des Grafen Johann I. von Dreux und von dessen Ehefrau, Marie von Bourbon.
Robert heiratete 1260 Beatrix, Gräfin von Montfort-l’Amaury und der Herrin von Rochefort, Erbtochter des Johann I. von Montfort. Ihre Kinder waren:
- Marie (* 1261; † 1276), ⚭ Mathieu IV. de Montmorency (Stammliste der Montmorency)
- Johann II. (* 1265; † 1309), Graf von Dreux, Braine und Montfort
- Yolande († nach 1. Februar 1324), Gräfin von Montfort, ⚭ I) am 1. November 1285 in Jedburgh mit König Alexander III. von Schottland († 1286), ⚭ II) 1292 mit Herzog Arthur II. von Bretagne († 1312)
- Johanna († 11. April 1325), Gräfin von Braine und Rochefort, ⚭ I) um 1292 mit Johann IV., Graf von Roucy († 1302), ⚭ II) ⚭ Mai 1304 mit Johann von Bar, Herr von Puisaye († 1317)
- Beatrix (* 1270; † 1328), Äbtissin von Port Royal des Champs
- Robert († 1303 in Flandern), Herr von Château-du-Loir

Robert nahm 1270 am Kreuzzug König Ludwigs IX. nach Afrika (Siebter Kreuzzug) teil. 1272 beteiligte er sich am Feldzug König Philipps III. gegen den Grafen Roger Bernard III. von Foix teil. Nach seinem Tod wurde er in der Abtei Saint-Yved in Braine bestattet.